# Bourré au son
Pour les articles homonymes, voir Bourré (homonymie).
Albums de La Fouine
Planète Trappes
(2004) Planète Trappes volume 2
(2006)
Singles
1. Autobiographie
2. Quelque chose de spécial
3. L'unité
4. Peu à l'arrivée

Bourré au son est le premier album du rappeur La Fouine, principalement réalisé par Animalsons (producteurs de Booba…). Il comporte de nombreux featurings avec des artistes tels que Zaho, Canardo, L'Skadrille ou encore J-MI Sissoko. Cet album, fortement caractérisé par le style américain West Coast, s'est écoulé à plus de 20 000 exemplaires[réf. nécessaire].

## Liste des titres
| No  | Titre                                                         | Producteur(s)            | Durée |
| --- | ------------------------------------------------------------- | ------------------------ | ----- |
| 1.  | Peu à l'arrivée                                               | Animalsons               | 3:55  |
| 2.  | Bourré au son                                                 | Saleem M. Asad           | 4:55  |
| 3.  | Quelque chose de spécial (feat. Ellijah)                      | Tiery F                  | 3:44  |
| 4.  | Basta (feat. Zaho)                                            | Phil Greiss              | 4:04  |
| 5.  | Peace on Earth                                                | Animalsons               | 4:48  |
| 6.  | Autobiographie                                                | Animalsons               | 5:01  |
| 7.  | J'roule (feat. Shaheen)                                       | Animalsons               | 4:57  |
| 8.  | J'rap pour le fric                                            | Animalsons               | 4:10  |
| 9.  | Fouiny Flow                                                   | Bustafunk                | 3:35  |
| 10. | C'est ça                                                      | Jim Profit               | 4:02  |
| 11. | Marche ou crève (feat. Cheb Tarik)                            | Animalsons               | 4:35  |
| 12. | Symphonie (feat. Canardo, Chabodo, Jazz Malone & L'Skadrille) | Animalsons               | 6:04  |
| 13. | L'unité (feat. J-Mi Sissoko)                                  | Christophe Le Boursicaud | 3:49  |
| 14. | Die                                                           | Animalsons               | 5:01  |
| 15. | Groupie Love (manque d'argent part.2)                         | DJ E-Rise et Docness     | 3:18  |
| 16. | Quelque chose de sauvage                                      | Tryss                    | 3:43  |

## Samples
- Peace on Earth est reprise de Old San Juan de MFSB.
- J'rap pour le fric est reprise de Macarena de Los del Rio.

## Clips
- 2004 : Autobiographie (réalisé par Houari abdelryan)
- 2005 : L'Unité (réalisé par OCM)
- 2005 : Quelque chose de spécial (réalisé par OCM)